# Station Offagne
Station Offagne is een voormalig spoorwegstation langs spoorlijn 166 (Dinant-Bertrix) in Offagne, een deelgemeente van de gemeente Paliseul.

## Aantal instappende reizigers
De grafiek en tabel geven het gemiddeld aantal instappende reizigers weer op een week-, zater- en zondag.
| Tabel: aantal instappende reizigers station Offagne | Tabel: aantal instappende reizigers station Offagne | Tabel: aantal instappende reizigers station Offagne | Tabel: aantal instappende reizigers station Offagne |
|                                                     | Weekdag                                             | Zaterdag                                            | Zondag                                              |
| --------------------------------------------------- | --------------------------------------------------- | --------------------------------------------------- | --------------------------------------------------- |
| 1977                                                | 45                                                  | 16                                                  | 7                                                   |
| 1978                                                | 50                                                  | 20                                                  | 14                                                  |
| 1979                                                | 42                                                  | 16                                                  | 23                                                  |
| 1980                                                | 32                                                  | 15                                                  | 22                                                  |
| 1981                                                | 48                                                  | 17                                                  | 11                                                  |
| 1982                                                | 38                                                  | 22                                                  | 21                                                  |
| 1983                                                | 51                                                  | 10                                                  | 20                                                  |

2,2: Anseremme ·
4,7: Walzin ·
7,2: Gendron-Celles ·
10,4: Château d'Ardenne ·
12,2: Houyet ·
17,5: Wiesme ·
22,2: Beauraing ·
25,0: Martouzin ·
27,2: Pondrôme ·
31,3: Thanville ·
35,3: Vonêche ·
37,0: Gedinne ·
45,4: Louette-Saint-Denis ·
49,3: Bièvre ·
51,6: Graide ·
55,2: Carlsbourg ·
56,3: Merny ·
58,2: Paliseul ·
60,3: Nollevaux ·
61,5: Offagne ·
65,2: Glaumont ·
68,3: Burhaimont ·
70,2: Bertrix